# Aristolochia quercetorum
Aristolochia quercetorum är en piprankeväxtart som beskrevs av Standley. Aristolochia quercetorum ingår i släktet piprankor, och familjen piprankeväxter. Inga underarter finns listade i Catalogue of Life.